# Batería a base de polímero
Una batería basada en polímeros utiliza materiales orgánicos en lugar de metales  para formar una pila. Las baterías basadas en metales actualmente aceptadas plantean muchos retos debido a la limitación de recursos, el impacto ambiental negativo y la proximidad del límite del progreso. Los polímeros redox activos son opciones atractivas para los electrodos de las baterías debido a su disponibilidad sintética, alta capacidad, flexibilidad, peso ligero, bajo coste y baja toxicidad. Estudios recientes han explorado cómo aumentar la eficiencia y reducir los retos para impulsar los materiales activos poliméricos más hacia la practicidad en las baterías. Se están estudiando muchos tipos de polímeros, como los conductores, los no conductores y los radicales. Las baterías con una combinación de electrodos (un electrodo metálico y otro polimérico) son más fáciles de probar y comparar con las actuales baterías metálicas, pero las baterías con cátodo y ánodo poliméricos también son objeto de investigación. Las baterías basadas en polímeros, incluidas las combinaciones de electrodos metálicos y poliméricos, deben distinguirse de las baterías de metal-polímero, como las baterías de polímero de litio, que suelen incluir un electrolito polimérico en lugar de materiales activos poliméricos.
Los polímeros orgánicos se pueden procesar a temperaturas relativamente bajas, lo que reduce los costos. También producen menos dióxido de carbono.

## Historia
Las baterías orgánicas son una alternativa a las tecnologías de baterías de reacción metálica, y se está investigando mucho en este campo.
Un artículo titulado "Baterías de plástico-metal: New promise for the electric car"  escribía en 1982: "Se están investigando dos polímeros orgánicos diferentes para su posible uso en baterías" e indicaba que la demostración que hizo se basaba en un trabajo iniciado en 1976.
En 2001, NEC se puso en contacto con la Universidad de Waseda y empezó a centrarse en las baterías orgánicas. En 2002, un investigador de NEC presentó un trabajo sobre la tecnología de polímeros de piperidinoxilo, y en 2005 presentaron una batería orgánica radical (ORB) basada en un PTMA modificado, poli(2,2,6,6-tetrametilpiperidiniloxi-4-il metacrilato).
En 2006, la Universidad de Brown anunció una tecnología basada en el polipirrol. En 2007, Waseda anunció una nueva tecnología ORB basada en "polímero soluble, polinorboreno con grupos radicales de nitróxido colgantes".
En 2015, unos investigadores desarrollaron un polímero eficiente, conductor y transportador de electrones. El descubrimiento empleó un diseño de "polímero redox conjugado" con un polímero de naftaleno - bitiofeno que se ha utilizado para transistores y células solares. Dopado con iones de litio, ofrecía una conductividad electrónica significativa y permanecía estable durante 3.000 ciclos de carga y descarga. Hace tiempo que existen polímeros conductores de huecos. El polímero presenta la mayor densidad de potencia para un material orgánico en condiciones prácticas de medición. Una batería podía cargarse al 80% en 6 segundos. La densidad energética seguía siendo inferior a la de las baterías inorgánicas.

## Electroquímica
Al igual que las pilas metálicas, la reacción en una pila de polímeros se produce entre un electrodo positivo y otro negativo con potenciales redox diferentes. Un electrolito transporta las cargas entre estos electrodos. Para que una sustancia sea un material activo adecuado para una pila, debe poder participar en una reacción redox química y termodinámicamente reversible. A diferencia de las baterías basadas en metales, cuyo proceso redox se basa en la carga de valencia de los metales, el proceso redox de las baterías basadas en polímeros se basa en un cambio de estado de carga en el material orgánico. Para obtener una alta densidad energética, los electrodos deben tener energías específicas  similares.

### Clasificación de materiales activos
El material orgánico activo puede ser de tipo p, de tipo n o de tipo b. Durante la carga, los materiales de tipo p se oxidan y producen cationes, mientras que los de tipo n se reducen y producen aniones. Los materiales orgánicos de tipo B pueden oxidarse o reducirse durante la carga o la descarga.

## Carga y descarga
En una batería de iones de litio disponible comercialmente, los iones de Li+ se difunden lentamente debido a la intercalación requerida y pueden generar calor durante la carga o descarga. Sin embargo, las baterías basadas en polímeros tienen un proceso de carga/descarga más eficiente, lo que da como resultado un rendimiento de tasa teórica mejorado y una mayor ciclabilidad.

### Cargar
Para cargar una batería a base de polímero, se aplica una corriente para oxidar el electrodo positivo y reducir el electrodo negativo. La sal electrolítica compensa las cargas formadas. Los factores limitantes al cargar una batería basada en polímero difieren de las baterías basadas en metal e incluyen la oxidación completa del cátodo orgánico, la reducción completa del ánodo orgánico o el consumo del electrolito.

### Descarga
Tras la descarga, los electrones van del ánodo al cátodo externamente, mientras que el electrolito transporta los iones liberados del polímero. Este proceso, y por lo tanto el rendimiento de la velocidad, está limitado por el viaje de los iones del electrolito y la constante de velocidad  de transferencia de electrones, k0, de la reacción.
Esta constante de velocidad de transferencia de electrones aporta una ventaja a las baterías basadas en polímeros, que suelen tener valores elevados del orden de 10-1 cm s-1. Los electrodos de polímeros orgánicos son amorfos y están hinchados, lo que permite una mayor velocidad de difusión iónica y contribuye aún más a un mejor rendimiento de la tasa. Sin embargo, las diferentes reacciones poliméricas tienen diferentes velocidades de reacción. Mientras que un radical nitroxilo tiene una velocidad de reacción alta, los organodisulfados tienen velocidades significativamente más bajas porque se rompen los enlaces y se forman otros nuevos.
Las baterías se evalúan comúnmente por su capacidad teórica (la capacidad total de la batería si se utilizara el 100 % del material activo en la reacción). Este valor se puede calcular de la siguiente manera:
{\displaystyle C_{t}(mA\ h\ g^{-1})={\frac {mnF}{M}}}
donde m es la masa total de material activo, n es el número de electrones transferidos por masa molar de material activo, M es la masa molar de material activo y F es la constante de Faraday.

### Pruebas de carga y descarga
La mayoría de los electrodos poliméricos se prueban en una batería metal-orgánica para facilitar la comparación con las baterías metálicas. En esta configuración, el metal actúa como ánodo y los electrodos de polímero de tipo n o p pueden utilizarse como cátodo. Cuando se prueba el orgánico de tipo n, esta batería de metal-polímero se carga en el momento del montaje y el material de tipo n se reduce durante la descarga, mientras que el metal se oxida. Para los orgánicos de tipo p en una prueba de metal-polímero, la batería ya está descargada en el momento del montaje. Durante la carga inicial, los cationes de la sal electrolítica se reducen y se movilizan hacia el ánodo polimérico, mientras que el orgánico se oxida. Durante la descarga, el polímero se reduce mientras que el metal se oxida a su catión.

## Tipos de materiales activos.

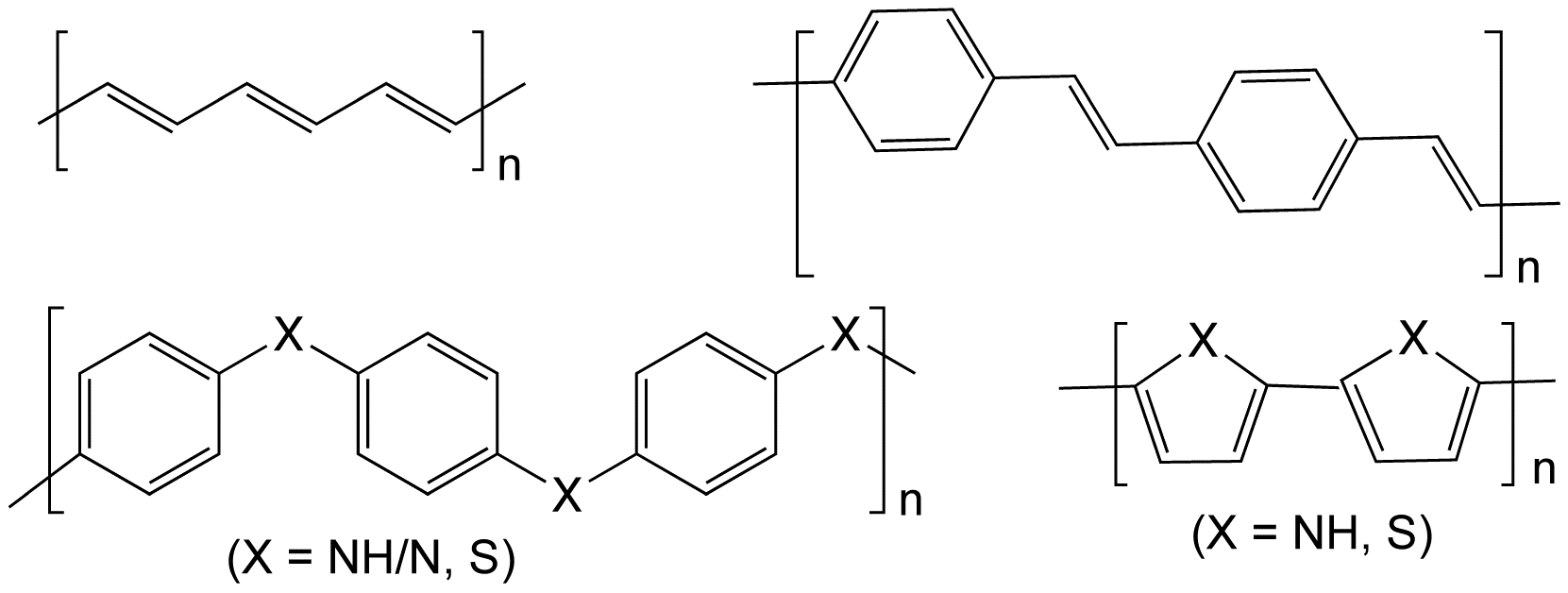
Estructuras de varios polímeros conductores. En estos polímeros, el grupo redox está incrustado en la columna vertebral.

### Polímeros conductores
Los polímeros conductores se pueden dopar con n o con p para formar un material electroquímicamente activo con conductividad debida a los iones dopantes en un esqueleto de polímero conjugado. Los polímeros conductores (es decir, los polímeros conjugados) están incrustados con el grupo activo redox, en lugar de tener grupos colgantes, con la excepción de los polímeros conductores de azufre. Son materiales de electrodo ideales por su conductividad y actividad redox, por lo que no requieren grandes cantidades de cargas conductoras inactivas. Sin embargo, también tienden a tener una baja eficiencia coulómbica y presentan una ciclabilidad y autodescarga deficientes. Debido a la escasa separación electrónica de los centros cargados del polímero, los potenciales redox de los polímeros conjugados cambian al cargarse y descargarse en función de los niveles de dopante. Como consecuencia de esta complicación, el perfil de descarga (tensión de la célula frente a capacidad) de las baterías de polímeros conductores presenta una curva inclinada.
Los polímeros conductores luchan con la estabilidad debido a los altos niveles de carga, sin alcanzar el ideal de una carga por unidad monomérica de polímero. Pueden incorporarse aditivos estabilizadores, pero éstos disminuyen la capacidad específica.

### Polímeros no conjugados con grupos colgantes
A pesar de la ventaja conductiva de los polímeros conjugados, sus numerosos inconvenientes como materiales activos han impulsado la exploración de polímeros con grupos colgantes activos redox. Entre los grupos explorados con más frecuencia se encuentran los carbonilos, los carbazoles, los compuestos organosulfurados, el viologeno y otras moléculas redox activas con alta reactividad y voltaje estable en carga y descarga. Estos polímeros presentan una ventaja sobre los polímeros conjugados debido a sus sitios redox localizados y a un potencial redox más constante durante la carga/descarga.

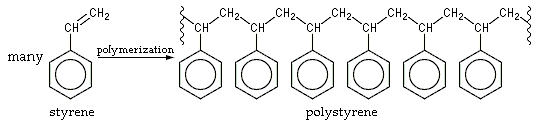
En una cadena de poliestireno, los grupos fenilo son los grupos colgantes unidos a la cadena principal del polímero.

#### Grupos colgantes de carbonilo
Los compuestos carbonílicos han sido muy estudiados, por lo que presentan una ventaja, ya que se pueden conseguir nuevos materiales activos con grupos colgantes carbonílicos mediante muchas propiedades sintéticas diferentes. Los polímeros con grupos carbonilo pueden formar aniones multivalentes. La estabilización depende de los sustituyentes; los carbonilos vecinales se estabilizan por formación de enolato, los carbonilos aromáticos se estabilizan por deslocalización de carga, y los carbonilos quinoidales se estabilizan por aromaticidad.

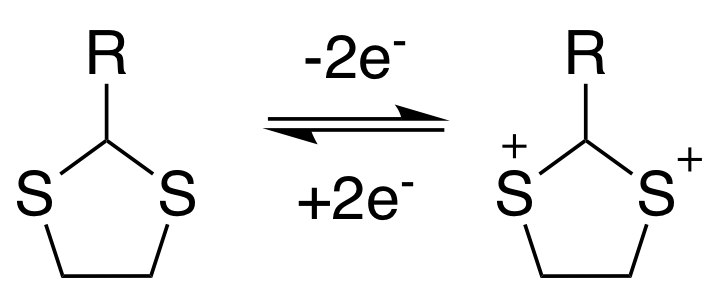
Reacción redox de carga/descarga del grupo colgante tioéter.

#### Grupos organosulfurados
El azufre es uno de los elementos más abundantes de la tierra y, por lo tanto, es ventajoso para los materiales de electrodos activos. Los materiales activos de organosulfuro de molécula pequeña exhiben poca estabilidad, que se resuelve parcialmente mediante la incorporación en un polímero. En los polímeros de disulfuro, la carga electroquímica se almacena en un anión tiolato, formado por una oxidación reversible de dos electrones del enlace disulfuro. El almacenamiento electroquímico en tioéteres se logra mediante la oxidación de dos electrones de un tioéter neutro a un tioéter con una carga de +2. Sin embargo, como materiales activos, los compuestos organosulfurados exhiben una ciclabilidad débil.

#### Grupos radicales

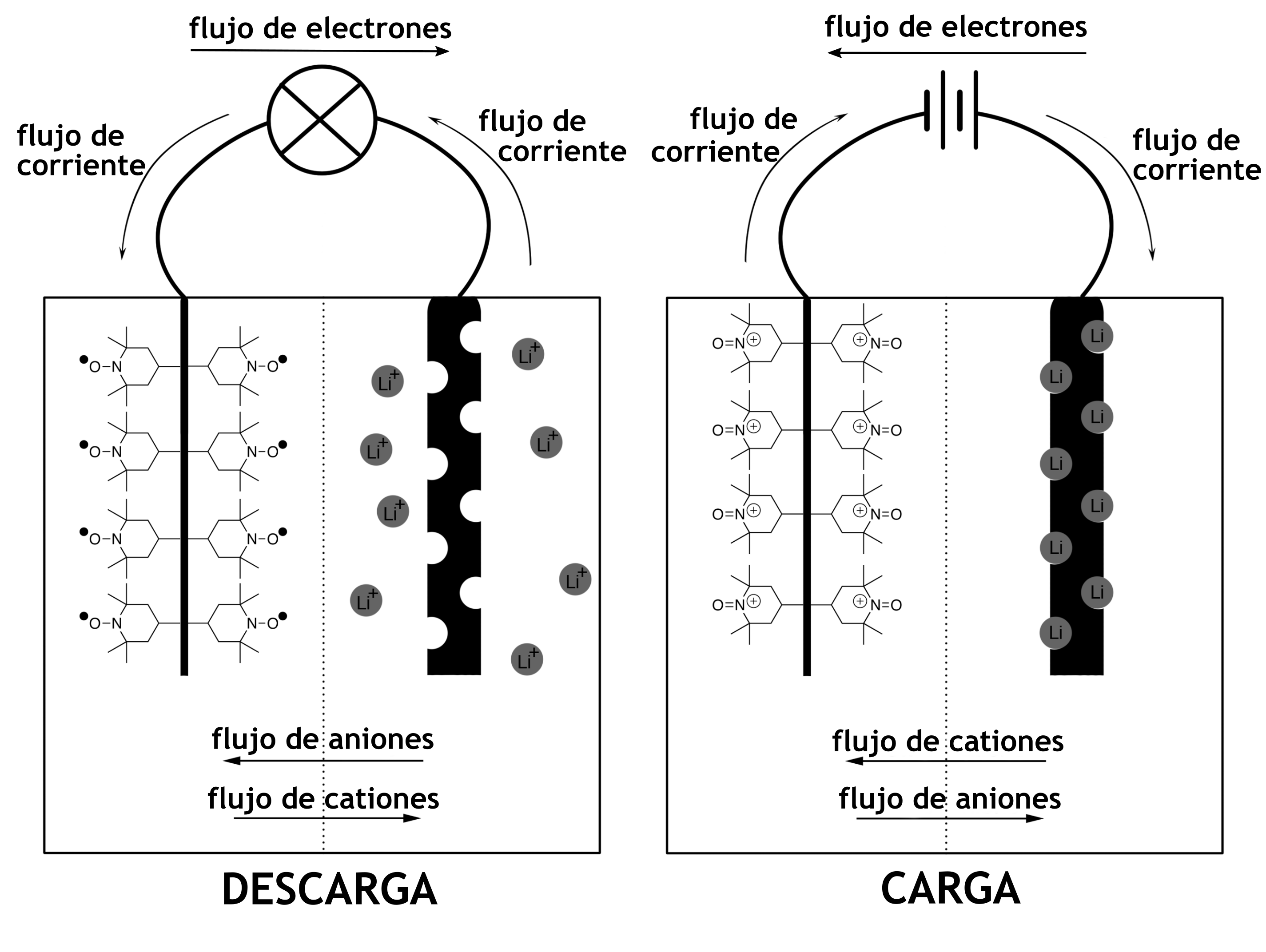
Carga y descarga de una batería de Li/polímero radical, formada por un ánodo de Li y un polímero con grupo radical de nitróxido. Se trata de un ejemplo de batería basada en semipolímero, en la que sólo un electrodo es polimérico.

Los electrodos poliméricos en baterías de radicales orgánicos son electroquímicamente activos con grupos colgantes de radicales orgánicos estables que tienen un electrón desapareado en estado descargado. Los radicales de nitróxido son los más comúnmente aplicados, aunque también se usan a menudo los grupos fenoxilo e hidrazilo. Un radical nitróxido podría oxidarse de forma reversible y el polímero doparse con p, o reducirse, provocando un dopaje con n. Durante la carga, el radical se oxida a un catión oxoamonio y, en el cátodo, el radical se reduce a un anión aminoxilo. Estos procesos se invierten durante la descarga y los radicales se regeneran. Para que la carga y la descarga sean estables, tanto el radical como su forma dopada deben ser químicamente estables. Estas baterías presentan una ciclabilidad y una densidad de potencia excelentes, atribuidas a la estabilidad del radical y a la sencilla reacción de transferencia de un electrón. La ligera disminución de la capacidad tras ciclos repetidos se debe probablemente a la acumulación de partículas de polímero hinchadas que aumentan la resistencia del electrodo. Dado que los polímeros radicales son considerablemente aislantes, a menudo se añaden aditivos conductores que reducen la capacidad específica teórica. Casi todas las baterías de radicales orgánicos presentan una tensión casi constante durante la descarga, lo que supone una ventaja frente a las baterías de polímeros conductores. La columna vertebral del polímero y las técnicas de reticulación pueden ajustarse para minimizar la solubilidad del polímero en el electrolito, minimizando así la autodescarga.

## Control y rendimiento

### Resumen comparativo del rendimiento de los principales tipos de electrodos de polímero[13]
| Tipo de polímero  | Material del electrodo (especies dopantes de electrolitos) | Capacidad reversible Inicial (mAh g −1 ) | Tensión de trabajo | Ciclabilidad (mAhg−1 )                            |
| ----------------- | ---------------------------------------------------------- | ---------------------------------------- | ------------------ | ------------------------------------------------- |
| conjugado         | PANI (CLO4− y Li+ )                                        | 75.7                                     | 3.90-2.0           | 75,7 después de 80 ciclos                         |
|                   | PPy (SO42- )                                               | 52.2                                     |                    |                                                   |
|                   | PPA (PF6− y Li+ )                                          | 80 (p-dopaje) 400 (n-dopaje)             | 4.6-3.0 3.0-0.0    | 70 después de 100 ciclos 580 después de 90 ciclos |
| organosulfuro     | PDMcT 4                                                    | 240                                      | 3.8-1.8            | 10 después de 10 ciclos                           |
| tioéter           | PTBDT 5                                                    | 240                                      | 4.2-1.4            | 560 después de 20 ciclos                          |
| radical nitroxilo | PTMA (Li+ y PF6− )                                         | 77                                       | 4.0-3.0            | 68 después de 500 ciclos                          |

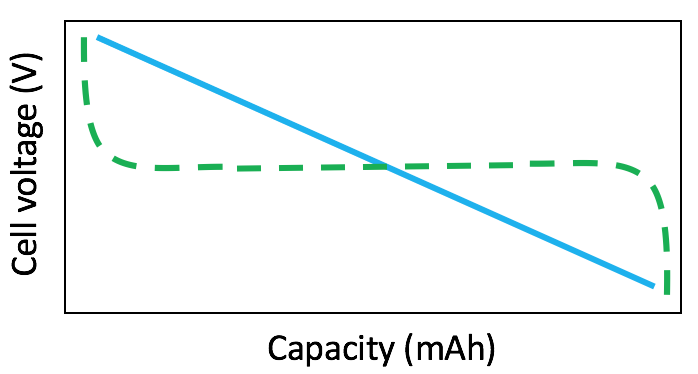
Este gráfico es una representación esquemática de la curva de descarga de pendiente problemática (azul) de una batería de polímeros conductores, comparada con la meseta de tensión de la curva de descarga de una batería de polímeros no conjugados u orgánicos radicales (verde).

Durante la descarga, los polímeros conductores presentan una tensión en pendiente que dificulta sus aplicaciones prácticas. Esta curva inclinada indica inestabilidad electroquímica que podría deberse a la morfología, el tamaño, las repulsiones de carga dentro de la cadena polimérica durante la reacción o el estado amorfo de los polímeros.

## Ventajas
Las baterías basadas en polímeros tienen muchas ventajas sobre las basadas en metales. Las reacciones electroquímicas implicadas son más sencillas, y la diversidad estructural de los polímeros y el método de síntesis de polímeros permiten un mayor ajuste a las aplicaciones deseadas. Mientras que es difícil encontrar nuevos tipos de materiales inorgánicos, es mucho más fácil sintetizar nuevos polímeros orgánicos. Otra ventaja es que los materiales poliméricos para electrodos pueden tener potenciales redox más bajos, pero poseen una densidad energética mayor que los materiales inorgánicos. Y, como la cinética de reacción redox de los orgánicos es mayor que la de los inorgánicos, tienen una densidad de potencia y un rendimiento de tasa superiores. Debido a la flexibilidad y ligereza inherentes a los materiales orgánicos en comparación con los inorgánicos, los electrodos poliméricos pueden imprimirse, moldearse y depositarse por vapor, lo que permite su aplicación en dispositivos más delgados y flexibles. Además, la mayoría de los polímeros pueden sintetizarse a bajo coste o extraerse de la biomasa e incluso reciclarse, mientras que los metales inorgánicos tienen una disponibilidad limitada y pueden ser perjudiciales para el medio ambiente.
Las moléculas orgánicas pequeñas también poseen muchas de estas ventajas, sin embargo, son más susceptibles de disolverse en el electrolito. Los materiales activos orgánicos poliméricos se disuelven menos fácilmente y, por lo tanto, exhiben una ciclabilidad superior.

## Dificultades
Aunque superiores en este sentido a las moléculas orgánicas pequeñas, los polímeros siguen presentando solubilidad en los electrolitos, y la estabilidad de las baterías se ve amenazada por el material activo disuelto que puede desplazarse entre los electrodos, lo que provoca una disminución de la ciclabilidad y la autodescarga, lo que indica una capacidad mecánica más débil. Este problema puede atenuarse incorporando la unidad redox-activa en la espina dorsal polimérica, pero esto puede disminuir la capacidad específica teórica y aumentar la polarización electroquímica. Otro problema es que, además de los polímeros conductores, la mayoría de los electrodos poliméricos son eléctricamente aislantes y, por tanto, requieren aditivos conductores, lo que reduce la capacidad total de la pila. Aunque los polímeros tienen una baja densidad de masa, su densidad energética volumétrica es mayor, lo que a su vez requeriría un aumento del volumen de los dispositivos alimentados.

## Seguridad
Un estudio de 2009 evaluó la seguridad de un polímero radical hidrófilo y descubrió que una batería de polímero radical con electrolito acuoso no es tóxica, es químicamente estable y no es explosiva, por lo que constituye una alternativa más segura a las baterías tradicionales basadas en metales. Los electrolitos acuosos presentan una opción más segura que los electrolitos orgánicos, que pueden ser tóxicos y formar ácido HF. La reacción redox de un solo electrón de un electrodo de polímero radical durante la carga genera poco calor y, por tanto, tiene un riesgo reducido de fuga térmica. Se necesitan más estudios para comprender plenamente la seguridad de todos los electrodos poliméricos.